# Ourol (Lugo)
Ourol (offizielle Bezeichnung in galicischer Sprache, spanisch Orol) ist eine spanische Gemeinde in der Provinz Lugo der autonomen Gemeinschaft Galicien.

## Bevölkerungsentwicklung der Gemeinde
Legende: Orol___Ourol___

Quelle:INE-Archiv – grafische Aufarbeitung für Wikipedia

## Gemeindegliederung
Die Gemeinde Ourol ist in acht Parroquias gegliedert:
| Parroquias               | Patrozinium   | Einwohner 2024 | Fläche km² | Dichte Einw./km² | Höhe msnm | Ortskennzahl |
| ------------------------ | ------------- | -------------- | ---------- | ---------------- | --------- | ------------ |
| Ambosores                | Santa María   | 15             | 9,73       | 2                | 464       | 27038010000  |
| Bravos                   | Santiago      | 198            | 21,02      | 9                | 121       | 27038020000  |
| Merille                  | Santa Eulalia | 219            | 10,85      | 20               | 177       | 27038040000  |
| Miñotos                  | San Pedro     | 143            | 34,08      | 4                | 260       | 27038050000  |
| Ourol                    | Santa María   | 136            | 17,27      | 8                | 275       | 27038060000  |
| San Pantaleón de Cabanas | San Pantaleón | 48             | 16,19      | 3                | 352       | 27038030000  |
| O Sisto                  | Santa María   | 46             | 13,30      | 3                | 504       | 27038070000  |
| Xerdiz                   | Santa María   | 175            | 19,56      | 9                | 188       | 27038080000  |

## Wirtschaft
| Ackerbau, Viehzucht und Fischerei                                                  | 052 | 016,46 |
| Industrie                                                                          | 041 | 012,97 |
| Bauwirtschaft                                                                      | 025 | 07,91  |
| Dienstleistungsbetriebe                                                            | 198 | 062,66 |
| Total                                                                              | 316 | 100,00 |
| * Daten aus dem Statistischen Amt für Wirtschaftliche Entwicklung in Galicien, IGE |     |        |